# Rashean Mathis
Rashean Jamil Mathis (* 27. August 1980 in Jacksonville, Florida) ist ein ehemaliger US-amerikanischer American-Football-Spieler auf Position des Cornerbacks. Er spielte zwölf Jahre für die Jacksonville Jaguars in der National Football League (NFL). Außerdem spielte er noch drei Jahre für die Detroit Lions.

## Frühe Jahre
Mathis ging in Jacksonville auf die Highschool. Später besuchte er die Bethune-Cookman University.

## NFL

### Jacksonville Jaguars
Mathis wurde im NFL-Draft 2003 in der zweiten Runde an 39. Stelle von den Jacksonville Jaguars ausgewählt. Am 24. Juli 2003 unterzeichnete er einen Vier-Jahres-Vertrag bei den Jaguars. Zunächst startete er als Safety. Ab 2004 wurde er als Cornerback eingesetzt. 2006 wurde er zum ersten und einzigen Mal in den Pro Bowl gewählt. 2005 erhielt Mathis einen Fünf-Jahres-Vertrag bei den Jaguars. 2012 erhielt er einen Ein-Jahres-Vertrag bei den Jaguars.
Zum 25-jährigen Jubiläum der Jaguars 2019 wurde Mathis auf Platz 8 der 25 besten Jaguars-Spieler (Jaguars All-25) gewählt.

### Detroit Lions
Zur Saison 2013 unterzeichnete er ein Arbeitspapier bei den Detroit Lions. Hier blieb er drei Jahre. Am 16. Februar 2016 gab Mathis sein Karriereende bekannt.